# Aulacogen
S'anomenen aulacogens o rifts avortats les conques que es formen a l'interior d'una placa tectònica quan es produeix un procés d'obertura (rifting). Normalment s'origina a partir d'una zona de triple unió tectònica (lloc de convergència de tres plaques), on dues zones de rift donen lloc a oceans amb marges continentals passius, i la tercera zona es converteix en una fosa tectònica continental, formant l'aulacogen. El terme aulacogen prové del grec aulax (solc) i va ser proposat l'any 1946 pel geòleg rus Nikolai Shatscky. Els aulacogens solen ser més llargs (centenars de quilòmetres) que amples (desenes de quilòmetres) i s'hi solen sedimentar seqüències molt gruixudes (milers de metres) acompanyades de vulcanisme, fet que produeix l'anivellament de la depressió, motiu pel qual els aulacogens no constitueixen accidents morfològics a diferència dels rifts.